# Argopleura
Genre
Le genre Argopleura compte à ce jour quatre espèces de poissons sud-américains de la famille des Characidae.

## Liste des espèces
- Argopleura chocoensis (Eigenmann, 1913)
- Argopleura conventus (Eigenmann, 1913)
- Argopleura diquensis (Eigenmann, 1913)
- Argopleura magdalenensis (Eigenmann, 1913)